# Obere Butzmühle
Koordinaten: 51° 6′ 50″ N, 8° 46′ 8″ O
Die Obere Butzmühle ist eine ehemalige Wassermühle am rechten, südlichen Ufer der Nuhne in der Gemarkung von Hommershausen, einem Stadtteil von Frankenberg (Eder) im nordhessischen Landkreis Waldeck-Frankenberg.

## Lage
Sie liegt auf 305 m etwa 1700 m nordöstlich von Hommershausen bzw. 6,5 km nordwestlich der Kernstadt von Frankenberg im engen Tal der Nuhne, zwischen dem Kleinen Burgberg (364,5 m) im Nordosten und dem Trieschkopf (360,1 m) im Südwesten. Unmittelbar nördlich der Mühle mündet der kleine Knappbach (1,6 km) von Westen in die Nuhne, und kurz vor seiner Mündung ist ein etwa 400 m langer Mühlgraben parallel zur Nuhne nach Süden abgeleitet, der dann südlich der Mühle in die Nuhne mündet.
Die einstige Mühle ist über Wirtschaftswege von Sachsenberg oder Hommershausen aus zu erreichen.

## Geschichte
Die Mühle wurde im Jahre 1214 erstmals schriftlich erwähnt. Als der Wappner Johann von Hohenfels 1393 dem Landgrafen Hermann II. von Hessen seinen Anteil am Gericht Viermünden zu Lehen auftrug und diesen sodann als Mannlehen empfing, schloss dies auch den Dienst der oberen und unteren Mühle an der Nuhne mit ein.
Im frühen 20. Jahrhundert hatte die Mühle zwei oberschlächtige Wasserräder für zwei Mahlgänge, eine Kreissäge, eine Dreschmaschine, eine Öl- sowie Graupen- oder Schälmaschine.
Die Mühle ist seit 1945 nicht mehr in Betrieb. Heute wird dort eine Pension betrieben.